# Interseccionalidad

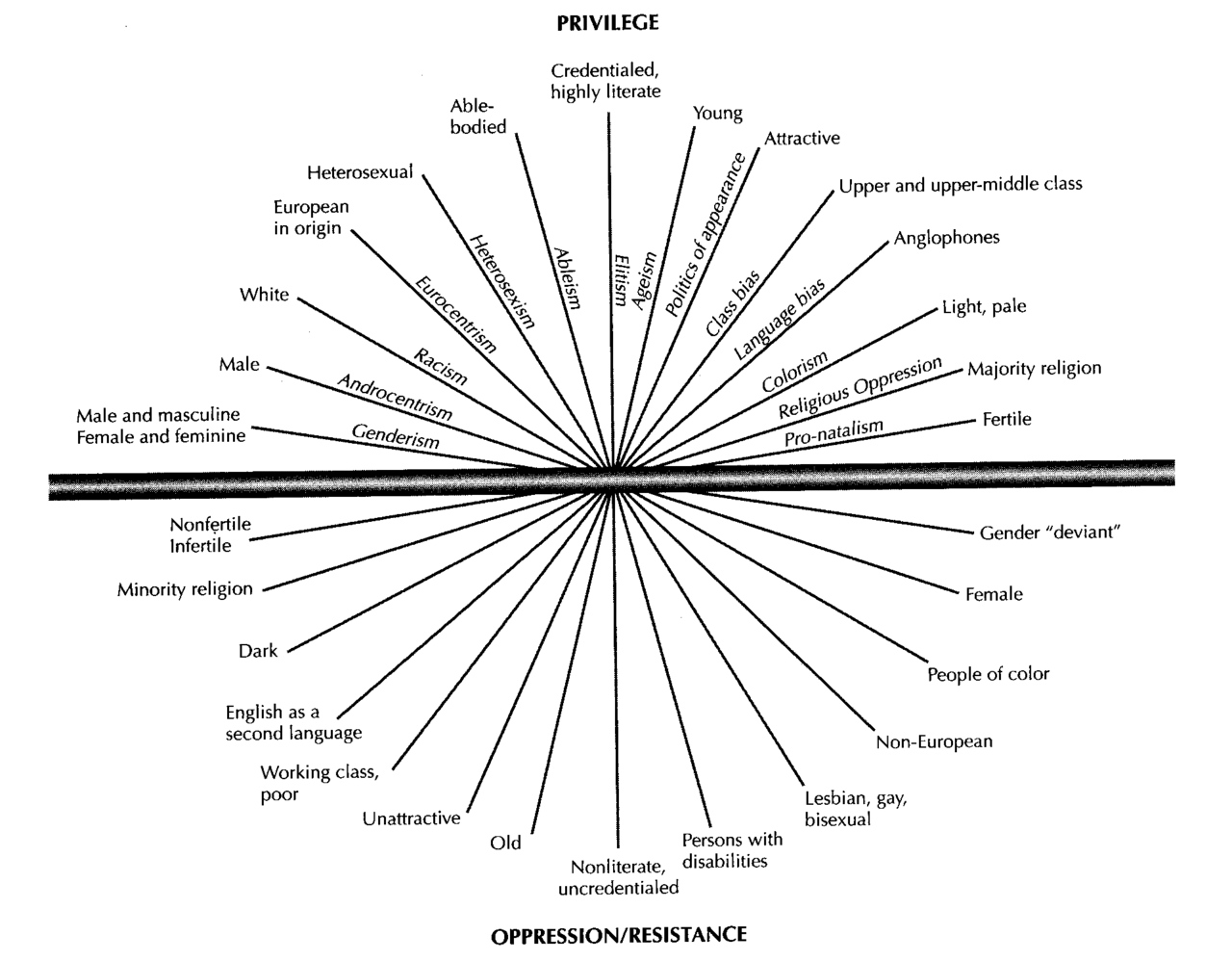
Opresiones y privilegios según Patricia Hill Collins.

La interseccionalidad es un enfoque que subraya que el sexo, el género, la etnia, la clase social o la orientación sexual, así como otras categorías, están interrelacionadas. La interseccionalidad  explica, por ejemplo, cómo el racismo y el sexismo interactúan creando múltiples niveles de injusticia social, es decir, una doble discriminación. La experiencia interseccional es mayor que la suma del racismo y del sexismo, o de la misoginia y el clasismo. Es el estudio de las identidades sociales solapadas o intersecadas y sus respectivos sistemas de opresión, dominación o discriminación. La teoría sugiere y examina cómo varias categorías biológicas, sociales y culturales, como el sexo, el género, la etnia, la clase, la discapacidad, la orientación sexual, la religión, la casta, la edad, la nacionalidad, la estética y otros ejes de identidad interaccionan en múltiples y a menudo simultáneos niveles. La teoría propone que se debe pensar en cada elemento o rasgo de una persona como unido de manera inextricable con todos los demás elementos, para poder comprender de forma completa la propia identidad. Este marco puede usarse para comprender cómo ocurre la injusticia sistemática y la desigualdad social desde una base multidimensional. El término fue introducido formalmente en las ciencias sociales por la jurista afrodescendiente Kimberlé Crenshaw en 1989 y permite ver la interacción e intersección de los distintos sistemas de opresión y sus consecuencias para los derechos humanos de las mujeres.

## Conceptos básicos
La interseccionalidad mantiene que las conceptualizaciones clásicas de opresión en la sociedad –como el racismo, el colorismo, el adultocentrismo, el sexismo, el capacitismo, la homofobia, la transfobia, la xenofobia y todos los prejuicios basados en la intolerancia– no actúan de manera independiente, sino que estas formas de exclusión están interrelacionadas, creando un sistema de opresión que refleja la intersección de múltiples formas de discriminación.
La interseccionalidad es un paradigma importante en el ámbito académico, ya que amplía los conceptos de justicia social o demografía, aunque a su vez puede dificultar el análisis al incluir múltiples conceptualizaciones que explican el modo en que se construyen categorías sociales y su interacción para formar una jerarquía social. La interseccionalidad surge como un cruce de caminos, que se vuelve una representación muy elocuente y didáctica para entender la multiplicidad de identidades y posibilidades, no solo de exclusión, sino también de agencia de una persona o unos grupos sociales determinados. De esa mirada sobre la encrucijada surgen cuestiones como si hay algunas desigualdades más importantes que otras, si algunas son más estructurales o minoritarias, etc. Por ejemplo, la interseccionalidad sostiene que no hay ninguna experiencia singular propia de una identidad. En lugar de entender la salud de las mujeres solamente a través del género, es necesario considerar otras categorías sociales, como la clase, la discapacidad, la nacionalidad o la etnia para entender por completo la gama de problemas de salud de las mujeres.
La teoría de la interseccionalidad también sugiere que lo que parecen formas discretas de expresión y opresión están moldeadas por otras en una relación mutuamente constitutiva (como negro/blanco, mujer/hombre, adulto/niño, homosexual/bisexual/heterosexual). Así, para comprender la racialización de los grupos oprimidos, se deben investigar las maneras en que los procesos sociales, las estructuras racializadoras y las representaciones sociales (o las ideas implicadas en representar grupos y los miembros de los grupos en la sociedad) están conformados por el género, la clase, la sexualidad, etc. Aunque la teoría comenzó como una exploración de la opresión de las mujeres negras en la sociedad estadounidense, hoy el análisis es potencialmente aplicable a todas las categorías. El concepto ha evolucionado más como la representación de la maraña, una figura tridimensional que alude al lío, a la ruptura con los binarismos y las miradas lineales, y que permite introducir la complejidad necesaria para concebir tanto las identidades como los privilegios.
La interseccionalidad estudia, pues, las relaciones de poder y no es ajena a las vivencias que pueden ser señaladas como “abyectas”, “pertenecientes a los márgenes”, o “disidentes”. Es también la herramienta para teorizar el privilegio y cómo los grupos dominantes organizan estrategias de poder -conscientes o no- para preservar su posición de supremacía.

## Trasfondo histórico de la teoría de la interseccionalidad

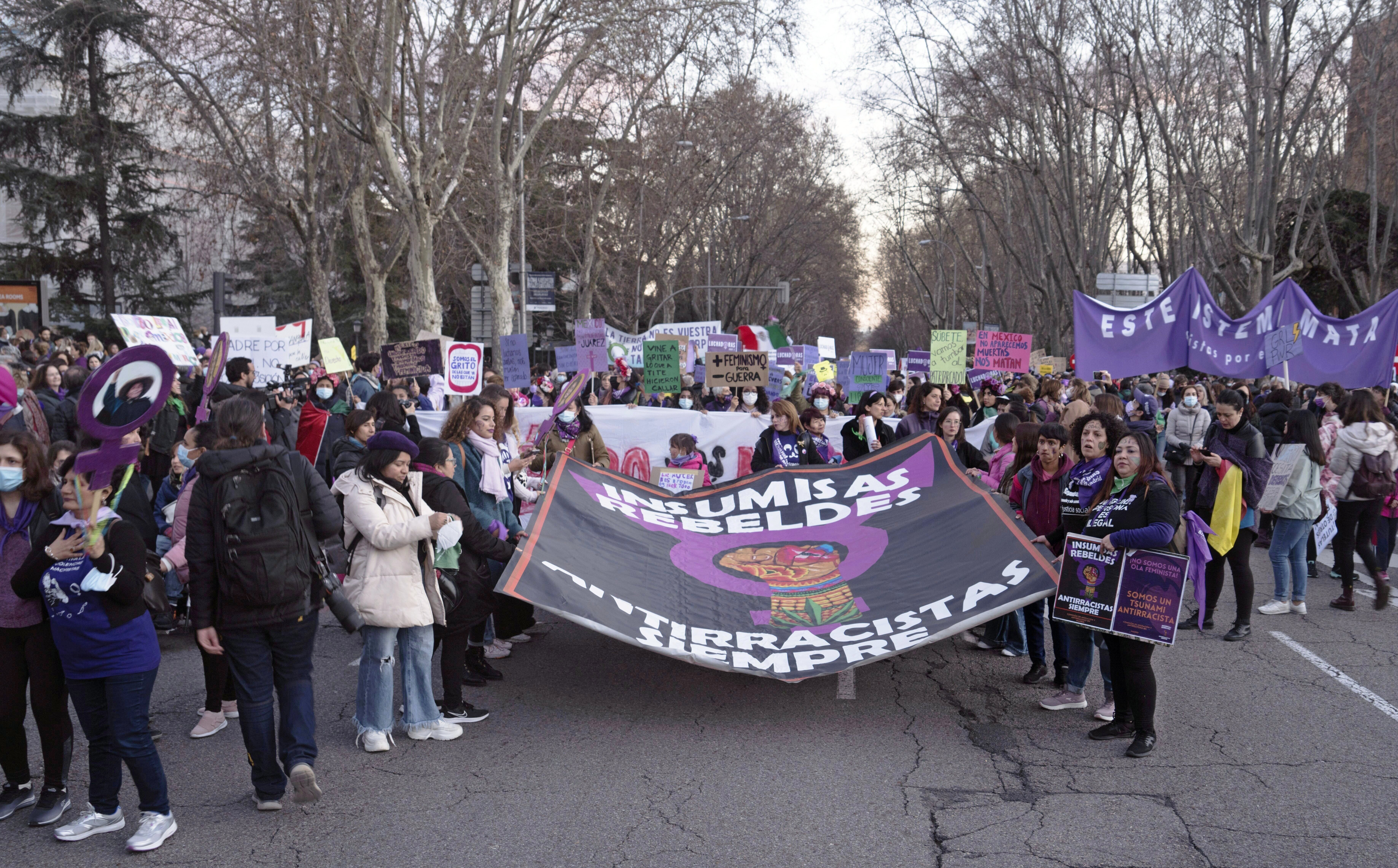
8M 2022 Madrid. Insumisas rebeldes: antirracistas siempre.

Suele atribuírsele la creación del término, en 1989, a la activista y académica Kimberlé Crenshaw, aunque las primeras versiones de esta perspectiva ya circulaban a finales de los años sesenta y comienzos de los setenta, junto con el movimiento feminista multirracial. El concepto de "simultaneidad" surge con el manifiesto en 1977 del Combahee River Collective, en Boston, junto con el movimiento feminista multirracial, y se desarrolla ampliamente desde los años ochenta hasta la actualidad. El grupo norteamericano Combahee River Collective, con miembros como Cessie Alfonso, Cheryl Clarke, Demita Frazier, Gloria Akasha Hull, Eleanor Johnson, Audre Lorde, Chirlane McCray, Margo Okazawa Rey, Sharon Page Ritchie, Barbara Smith, Beverly Smith, etc., escribió Un manifiesto feminista Negro (Combahee River Collective, 1977/1981), que constituye un referente fundamental en el análisis de la forma en que las diferentes formas de discriminación se entrelazan, lo que permitió que enunciara esa “simultaneidad de opresiones”. Es en la tercera Ola del Feminismo, movimiento que comenzó en Estados Unidos en los años 90, cuando Rebecca Walker, escritora, activista política y editora afrodescendiente, utilizó por primera vez el término “tercera ola” en sus escritos. Y cuando la profesora acuñó el término interseccionalidad, las mujeres negras, lesbianas, latinas, transexuales y veganas, entre otras, ya discutían sobre las opresiones múltiples y reivindicaban sus derechos hacía mucho tiempo. 
Surgió como parte de la crítica del feminismo radical que se había desarrollado a finales de los sesenta conocida como teoría feminista revisionista. Esta teoría feminista revisionista puso en duda la idea de que el género fuese el factor primario que determina el destino de una mujer. El movimiento liderado por mujeres negras discutió la idea de que las mujeres fuesen una categoría homogénea que compartía esencialmente las mismas experiencias de vida. Este argumento era el resultado de la visión de que las mujeres blancas de clase media no servían como una representación precisa del movimiento feminista como un todo. Reconociendo que las formas de opresión experimentadas por las mujeres blancas de clase media era diferentes de las experimentadas por las mujeres negras, pobres o discapacitadas, las feministas trataron de comprender las formas en las que el género, la raza y la clase se combinaban para determinar el destino femenino.
Leslie McCall, una de las principales teóricas de la interseccionalidad, arguyó que la introducción de dicha teoría fue vital para la sociología, y afirmó que, antes de su desarrollo, había poco investigado en relación directa con las experiencias de la gente que es objeto de múltiples formas de subordinación dentro de la sociedad.

## Pedagogías feministas interseccionales
La pedagogía feminista nació a través de un diálogo conjunto con las pedagogías críticas, creció en sus ideales y tomó como ejemplo sus características revolucionarias y liberadoras. Mantenía muchas similitudes con las exigencias del movimiento feminista estudiantil y compartía la necesidad de comprender un espacio y otra pedagogía, a fin de fomentar un proceso de libertad, más que de desigualdad y discriminación.
Dentro de la academia y su enfoque sexista se puede visibilizar un problema que afecta exclusivamente a las mujeres, el de las barreras invisibles que impiden su crecimiento y desarrollo dentro de la sociedad, lo que se conoce como techo de cristal.  En el ámbito de las investigaciones, existe una discriminación en cuanto al sexo a la hora de discernir, de modo que se suele quitar importancia a ideas provenientes de una mujer. Por eso, muchos de los grandes nombres dentro del campo de la ciencia son masculinos. Se trata de un problema heredado, y aún vigente, derivado de los estereotipos (cuidados, maternidad, etc.) sobre la mujer, que la apartan de la vida social y la toma de decisiones, lo cual repercute negativamente en cómo se reciben sus trabajos. Se tiende a rebajar el valor de sus ideas, de una manera tan enraizada en la sociedad, que pasa desapercibida para la mayoría de las personas, incluidas las propias mujeres, quienes, atadas por el peso de la Historia, se ven aun ciegas en un mundo hostil, que las quiere serviles y calladas. 
La influencia de Paulo Freire en los escritos de Hooks, Korol y Walsh, generan críticas feministas a la Historia, sobre todo en lo relativo al proceso decolonial. Se genera así una nueva perspectiva que enfoca el estudio a través del diálogo y la crítica, intentando llegar más allá de los planteamientos de Freire. Esto abrió paso a que los pedagogos incluyeran la visión feminista dentro de sus trabajos, de modo que se amplíen las miras de los estudios y se genere una radiografía más completa y crítica en los análisis, y que abarca desde l. filosófica particular hasta un conjunto de prácticas de enseñanza en el aula informada por teorías feminista. A su vez, el campo feminista generó una crítica a las prácticas de producción y legitimación del conocimiento, así como a las estrategias de aprendizaje y enseñanzas, con el objetivo de generar un cambio y más justicia social. El autor Manicom hace una crítica a la técnica de pedagogía feminista ya que considera que no debería verse como un manual de instrucciones, sino como un posicionamiento político que genere críticas, debates y una nueva forma de analizar las cosas.
Manicom realiza una distinción al separar iniciativas enfocadas con abordajes antisexistas, que se caracterizan por desafiar y aportar a la transformación de relaciones estructurales de dominación y desigualdad, y por abordajes de igualdad de oportunidades, que se caracterizan por enfocarse en la desigualdad como un problema que se resuelve en la medida que más mujeres asumen posiciones de poder similares a las que ocupan los hombres más privilegiados. Por lo tanto, la noción de pedagogías feministas interseccionales, abarca propuestas pedagógicas decoloniales latinoamericanas como las desarrolladas por Walsh, que entiende la pedagogía como una práctica sociopolítica productiva, una metodología indispensable, que se fundamenta en la realidad, subjetividades, historias y luchas de las personas. Del mismo modo, se han incluido aportes pedagógicos queer, que buscan perturbar la norma y la normalización de lo heterosexual y los binarismos. Ahora bien, si se concibe que la pedagogía no es una herramienta neutral de transmisión de saberes, sino una técnica institucionalizada de dominación que reproduce hegemonía del pensamiento masculino, las jerarquías de género, los esencialismos y la heterosexualidad obligatoria, entonces toda práctica pedagógica feminista interseccional debe apuntar a la despatriarcalización, desheterosexualización y la descolonización de la educación.

## Críticas a la interseccionalidad
Hay una crítica que, derivada de los dilemas sobre la imposibilidad de ponerla en práctica, la da ya por una apuesta pasada de moda (Taylor, Hines y Casey, 2010), quizás apuntando a las limitaciones de algunas de las miradas interseccionales.
- ¿Se puede llevar a la práctica o es sólo teoría? Esta es una cuestión de orden metodológico y no tiene una única respuesta, porque no hay una sola metodología para estudiar la interseccionalidad. Sí existen diferentes intentos plurales de generar metodologías críticas que desarrollan la interseccionalidad.[20] Algunas propuestas provienen de las teorías críticas feministas, antirracistas, sobre la diversidad funcional, la sexualidad o las apuestas descoloniales.

- También existe una dificultad que radica en entender que las identidades son construcciones dinámicas, ligadas a ciertos organizadores sociales o desigualdades. El análisis del lenguaje nos lleva a desmontar los falsos consensos y a actualizarlos, fijándonos en las cuestiones que se naturalizan y se dan por hechas (por ejemplo, ¿la idea de mujer implica necesariamente su heterosexualidad?). Así, se pone de manifiesto que estas categorías no son ni tan monolíticas ni tan universales como parecía. Además, incluso cuando aparecen dos situaciones identificables.

- La tercera cuestión es la invisibilidad que contiene la formulación misma de algunas realidades, que son inconcebibles precisamente por la rigidez de las categorías sociales y los atajos conceptuales que implican. También alude a la ausencia de algunos sujetos, que nunca están presentes en la discusión, porque no tienen el reconocimiento necesario como para ser considerados sujetos políticos o ser parte del debate social.

- La última clave relevante para un análisis interseccional proviene de las metodologías feministas, como las que propone Donna Haraway, señalando la importancia de situar a quien mira los problemas sociales. Es decir, entender la posición situada de quienes interrogan la realidad.

## Discriminación múltiple
En la Unión Europea y en España, a este concepto se lo conoce también como discriminación múltiple. La discriminación múltiple fue reconocida por el Parlamento Europeo en su resolución de 2 de abril de 2009, que marca una serie de procedimientos para su detección: 
“Los Estados miembros deben consolidar el marco jurídico vigente de la UE esforzándose para adoptar la propuesta de Directiva por la que se aplica el principio de igualdad de trato entre las personas independientemente de su religión o convicciones, discapacidad, edad u orientación sexual, en particular aclarando el ámbito de aplicación y los costes asociados de sus disposiciones.”
El origen del concepto de discriminación múltiple se encuentra en una serie situaciones en que la coexistencia de varios motivos de discriminación que operaban conjuntamente dejaba en una situación de invisibilidad supuestos claros de discriminación porque los mecanismos tradicionales para identificar tales supuestos y luchar contra ellos resultaban inadecuados. Así, por ejemplo, es paradigmático el caso de unas mujeres de raza negra que plantearon una demanda contra su empresa por considerar que las había discriminado por razón de sexo y raza conjuntamente, al no haberlas ascendido o al no haberlas contratado. El tribunal resolvió afirmando que no existía discriminación por razón de género pues la misma empresa había ascendido y contratado a otras mujeres, de raza blanca, y aconsejaba presentar otra demanda solo por discriminación por raza. Sin embargo, bien pudiera ser que tampoco considerando el factor raza se apreciara la existencia de discriminación, si otros hombres negros hubieran sido contratados o ascendidos. En efecto, al considerar aisladamente los motivos de discriminación, el fenómeno discriminatorio es indetectable, pues no se discrimina ni a las mujeres ni a los negros en general, sino a las mujeres negras en particular. La experiencia de las mujeres negras no coincide ni con la de las mujeres ni con la de los negros. Otras veces se produce una situación paradójica, puesto que la protección de determinadas minorías para evitar precisamente discriminaciones en su contra, perpetúa situaciones de discriminación que practica dicha minoría hacia un grupo minoritario dentro de ella. Así sucede, por ejemplo, con las mujeres musulmanas en la India, donde el gobierno, con la intención de preservar las costumbres y la cultura musulmanas, minoritaria en el país, mantiene una postura no intervencionista en ese grupo social, permitiendo que se rija en buena medida por sus propias reglas, lo cual supone el mantenimiento de una normativa claramente discriminatoria para la mujer musulmana. La experiencia de estas no coincide ni con la de las mujeres en general ni con la de los musulmanes en general, sino que son discriminadas por su doble condición de mujeres musulmanas. Los factores de género y religión deben considerarse conjuntamente, pues de lo contrario no se comprende el fenómeno discriminatorio. Pese a que el fenómeno de la discriminación múltiple está detectado en la realidad social, su regulación legal es todavía muy tímida y consiste más en referencias al término que a la definición de su concepto o su régimen jurídico. 

## La intersección como concepto viajero
La expansión del concepto de la interseccionalidad a otras disciplinas educativas como la sociología, la psicología, la filosofía y las ciencias políticas se debe a Patricia Collins en su libro Pensamiento feminista negro: Conocimiento, consciencia y políticas de empoderamiento (1990). El término se convirtió en una palabra clave para las teorías feministas en los países anglohablantes, sin embargo, a pesar de la atención que había alcanzado, tuvo una difícil implementación en el marco jurídico de la Europa Occidental, sobre todo en el sur de Europa, donde el tema ha sido muy ignorado. A partir de entonces, se comenzó a desarrollar una producción académica que explicaba que el enfoque alternativo cuestionaba las estrategias políticas y legislativas que dividían todos los aspectos de la exclusión social y enfatiza la necesidad de responder adecuadamente a las complejidades de la desigualdad social.
Aunque la interseccionalidad ha sido declarada una de las contribuciones más importantes de la teoría feminista, lamentablemente en España sigue siendo  una  perspectiva  largamente  ignorada  por  las  autoridades  y  profesionales  del derecho;  tampoco es establecido como campo de investigación. Esta contribución tiene como objetivo popularizar la interseccionalidad como herramienta de análisis crítico del derecho y las políticas públicas en España. 
Tanto en el ámbito académico como el político, “la interseccionalidad  debería ser  reconocida  como  herramienta  válida  para  el  análisis  del derecho ya que hace visible la complejidad de los procesos de discriminación y por esta vía permite progresar hacia el diseño de instituciones y mecanismos jurídicos y políticos  más  inclusivo”. Este concepto requiere una exploración teórica más profunda y una expansión hacia fuera del campo académico anglosajón.
Bajo la inspiración del concepto de la interseccionalidad, Paulo Ravecca, Marcela Schenck, Diego Forteza y Bruno Fonseca han desarrollado otros enfoques como el de la "interseccionalidad de derecha", para analizar a un proyecto político que invierte los términos  normativos e ideológicos asociados a la interseccionalidad. Con este enfoque, se ha buscado estudiar el discurso de actores de la extrema derecha, que abarca asuntos sociales, económicos y culturales, de un modo que anuda conceptual y políticamente problemas distributivos y no distributivos. Así, la defensa de la propiedad privada, la resistencia contra las políticas redistributivas, la promoción de la familia tradicional y la afirmación de la diferencia “natural” entre hombres y mujeres, conforman un proyecto político unificado. En palabras de los autores: "(...) nuestro objetivo es mostrar que su discurso apela a “intersecciones” de un modo que resulta inspirador para un sector significativo de la ciudadanía. Reconocemos que calificar a una parte de la derecha de interseccional puede resultar chocante. Sin embargo, consideramos que nuestro proyecto honra el espíritu del enfoque, esto es, el desmantelamiento crítico de las relaciones de poder" (Ravecca, Schenck, Forteza y Fonseca, 2022).

## Selección bibliográfica
- VARIAS AUTORAS: Intersecciones. Cuerpos y sexualidades en la encrucijada, editoria Raquel (Lucas) Platero. Ed. Bellaterra, 2013.
- Race, Class and Gender: An Anthology, ISBN 0-534-52879-1, coeditado por Patricia Hill Collins y Margaret Andersen, 1992, 1995, 1998, 2001, 2004, 2007
- Patricia Hill Collins: Black Feminist Thought: Knowledge, Consciousness and the Politics of Empowerment, ISBN 0-415-92484-7, 1990, 2000
- Crenshaw, Kimberlé W. (1991): Mapping the Margins: Intersectionality, Identity Politics, and Violence against Women of Color, Stanford Law Review, Vol. 43, No. 6., pp.1241–1299
- Collins, P.H. (2000): Gender, Black Feminism, and Black Political Economy. Annals of the American Academy of Political and Social Science, 568. 41-53
- Collins, P.H. (1986), Learning From the Outsider Within: The Sociological Significance of Black Feminist Thought. Social Problems, 33 (6). S14-S32
- Collins, P.H. (1998): The tie that binds: race, gender, and US violence. Ethnic and Racial Studies, 21 (5)
- Mann, S.A. & Kelley, L.R. (1997): Standing at the Crossroads of Modernist Thought: Collins, Smith, and the New Feminist Epistemologies. Gender and Society, 11(4). 391-408
- Mann, S.A & Huffman, D.J. (2005): The Decentering of Second Wave Feminism and the Rise of the Third Wave. Science and Society, 69 (1). 56-91
- Ritzer, G. (2007): Contemporary Sociological Theory and Its Classical Roots: The Basics, Boston, McGraw-Hill
- Ravecca, P., Schenck, M., Forteza, D., y Fonseca, B. (2022) Interseccionalidad de derecha e ideología de género en América Latina. Analecta Política, 12(22), 1–29. https://doi.org/10.18566/apolit.v12n22.a07
- Siltanen, J. & A. Doucet (2008): Gender Relations in Canada: Intersectionality and Beyond, Toronto, Oxford University Press